# Tim Harden
Tim Harden (Kansas City, 27 januari 1974) is een Amerikaanse atleet, die is gespecialiseerd in de sprint. Hij werd wereldindoorkampioen en meervoudig Amerikaans kampioen. Met zijn persoonlijk record op de 60 m behoort hij tot de snelste sprinters ter wereld.

## Loopbaan
In 1992 voltooide Harden de Northeast High School in Kansas City. Hierna studeerde hij aan de universiteit van Kentucky. Als propedeusestudent begon hij met atletiek om wat omhanden te hebben. Zijn eerste internationale medaille behaalde hij in 1993 op de Pan-Amerikaanse jeugdkampioenschappen. Met een tijd van 10,63 s won hij zilver op de 100 m achter zijn landgenoot Jonathan Burrell (goud; 10,38) en Obadele Thompson (brons; 10,76).
Tim Harden vertegenwoordigde Amerika op de Olympische Spelen van 1996. Met een tijd van 38,05 veroverde hij een zilveren medaille op de 4 x 100 m estafette met zijn teamgenoten Jon Drummond, Mike Marsh en Dennis Mitchell.
De grootste prestatie van zijn atletiekcarrière leverde Harden in 2001. Op de wereldindoorkampioenschappen won hij een gouden medaille op 60 m. Met een tijd van 6,44 versloeg hij zijn landgenoot Tim Montgomery (zilver; 6,46) en de Brit Mark Lewis-Francis (brons; 6,51). Twee jaar eerder moest hij nog genoegen nemen met het zilver achter Maurice Greene.

## Titels
- Wereldindoorkampioen 60 m - 2001
- Amerikaans indoorkampioen 60 m - 1995, 1999
- NCAA-indoorkampioen 60 m - 1995, 1996

## Persoonlijke records
Outdoor
| Onderdeel | Prestatie | Datum       | Plaats       |
| --------- | --------- | ----------- | ------------ |
| 100 m     | 9,92 s    | 5 juli 1999 | Luzern       |
| 200 m     | 20,54 s   | 15 mei 1994 | Fayetteville |

Indoor
| Onderdeel | Prestatie | Datum            | Plaats   |
| --------- | --------- | ---------------- | -------- |
| 50 m      | 5,64 s    | 16 februari 2000 | Madrid   |
| 55 m      | 6,15 s    | 31 januari 1998  | Reno     |
| 60 m      | 6,43 s    | 7 maart 1999     | Maebashi |

## Palmares

### 60 m
- 1999:  WK indoor - 6,43 s
- 2001:  WK indoor - 6,44 s

### 100 m
Kampioenschappen
- 1993:  Pan-Amerikaanse juniorenkamp. - 10,63 s
- 1998:  Grand Prix - 10,12 s
- 1998: 4e Wereldbeker - 10,03 s
- 1999: 5e WK - 10,02 s

Golden League-podiumplek
- 1999:  Golden Gala – 10,08 s

### 4 x 100 m
- 1996:  OS - 38,05 s